# A24 (Frankrijk)
De A24 was een geplande autosnelweg in Frankrijk. De weg zou de stad Amiens in de voormalige regio Picardië gaan verbinden met de steden Arras in het departement Pas-de-Calais en Rijsel in het Noorderdepartement. Daarna zou de weg doorlopen naar de grens met België, waar hij zou aansluiten op de N58 richting Moeskroen. Deze weg moest samen met de A16 een tweede verbinding zou ontstaan van Parijs naar Rijsel, naast de A1.
In 2010 zijn de plannen afgewezen. In plaats daarvan zijn bestaande wegen verbreed.